# トレブルコーン
トレブルコーンは、ニュージーランド、オタゴ地方、ワナカにあるスキー場である。平均降雪量は2.7m、8月の平均積雪量は1.3mである。営業期間は通常の場合は6月最終土曜日〜10月第二日曜日まで、営業時間は9時から16時までとなる。
ニュージーランドは南半球に位置しているため、北半球の夏にスキー、スノーボードができる数少ないスキー場の一つである。以前は、全日本スキー連盟のモーグルチームの夏期練習地であった。現在は、オーストリアとノルウェーのアルペンスキーチームの練習ゲレンデである。

## 歴史
Murray RaffillsとRalph Markbyによって1967年に設立された。近年、投資会社に売却されるまでは、地元の人々によって小規模な経営が行われていた。このため、ワナカ・クイーンズタウン周辺にある他の商業的スキー場には見られない、地元に密着した心地よい雰囲気が地元民の熱狂的な支持を得ている。

## ゲレンデ

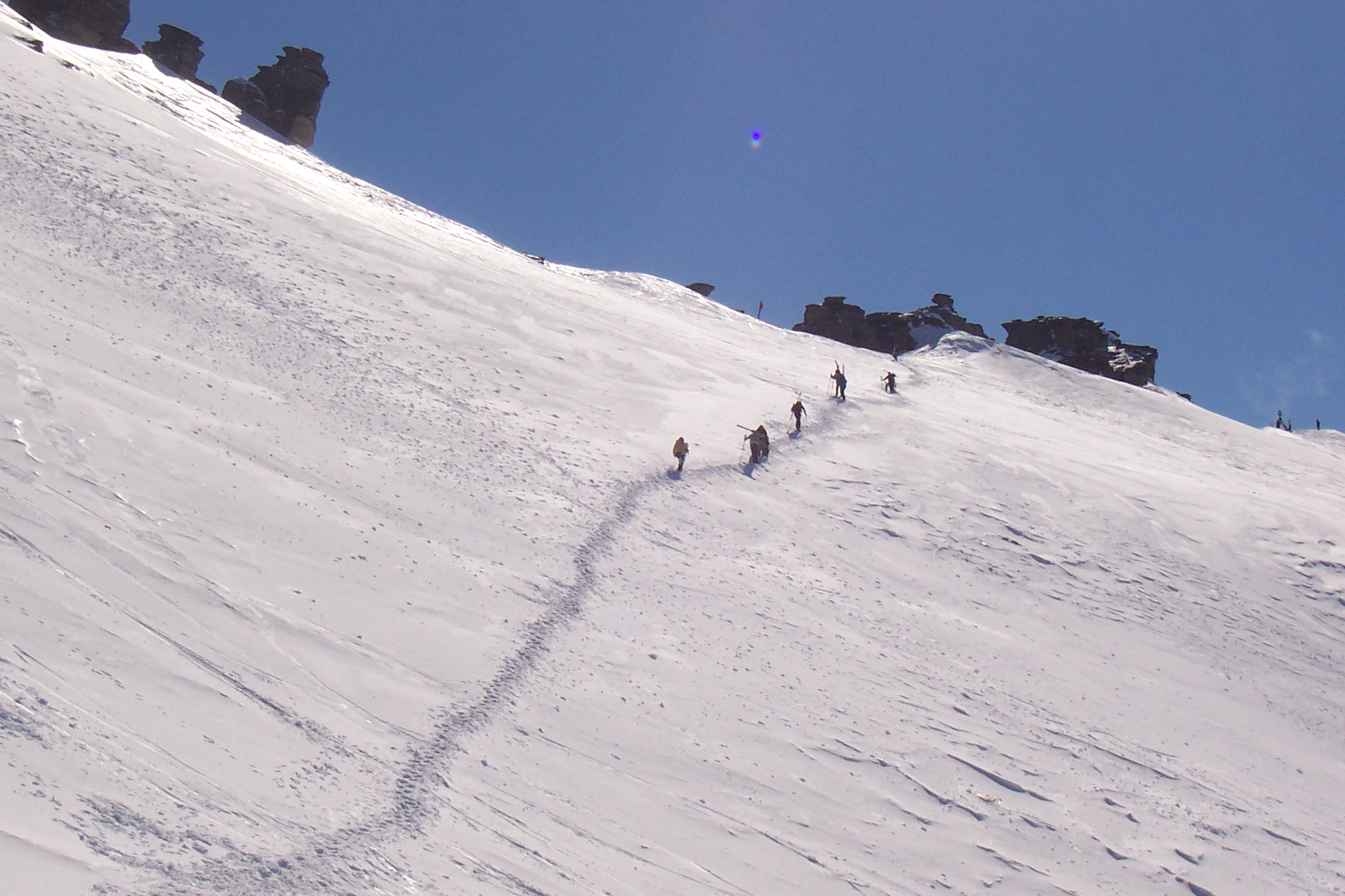
Hiking to the summit of Treble Cone

ワナカの北西にあるハリスマウンテンズの北端にあるトレブルコーン（標高2088m）の東斜面に開けたスキー場である。ゲレンデ上部からのワナカ湖、アスパイアリング山の展望がすばらしい。10%が初心者コース、45%が中級者コース、45%が上級者コースのゲレンデ構成。ゲレンデは全体的に急斜面で、数多くのシュートが上級者を魅了する。
地元のガイド会社によって、スキー場の一番奥に位置するモタタプ・シュートの（半分バックカントリー）ツアーが行われている。
- ホーム・ベイズン…ベースセンターの上部に広がるゲレンデ。6人乗り高速リフトがカバーする。初心者向けのイージーライダー、中級者向けの長距離圧雪バーンのメインストリートの間を数多くの中上級者コースがある。
- マツキツキ・ベイズン…ホーム・ベイズンから左側にトラバースしていった先にある上級者向けのゲレンデ。ゲレンデ上部にあるビューポイントからのマツキツキ渓谷の展望は絶景。
- パウダー・ボウル…ホーム・ベイズンと初心者用イージーライダーの間に広がるボウル状に開けた上級者向けゲレンデ。大雪が降ってサドル・ベイズンが雪崩コントロール中のときにも開いていることが多い。
- サドル・ベイズン…トレブルコーンのもうひとつのメインゲレンデ。4人リフトがカバーする。中級者向けの圧雪コース（ピートズトリート、サウスリッジ）の他は、自然のパイプやシュートなどが数多くある。ゲレンデ上部にはトレブルコーン頂上上るためのゲートがあり、新雪が降った日にはノートラックを求めて、スキーヤーやスノーボーダーがハイクアップする。
- モタタプ・シュート…サウスリッジの向こう側にあるシュート。スキー場の管理下だが、バックカントリーの装備が必要である。毎年8月に行われるビッグ・マウンテンの大会の舞台である。
- ハリウッド・ボウル…モタタプ・シュートのさらに向こうにあるシュート。最上級者専用。下まで下ったら、リフト乗り場まで20〜30分のハイクアップが必要。

## リフト
全部で4つのリフトによって、1時間あたり4,500人の輸送力を持っている。内訳は、ニュージーランド唯一の6人乗り高速リフト、4人乗りリフト、初心者用マジックカーペット、初心者用Tバーリフトである。
- 6 Seater express chairlift…ホーム・ベイズンにかかる6人乗り高速リフト。フォルクスワーゲンがメインスポンサーだった時代には、フォルクスワーゲン・エクスプレスと呼ばれていた。
- Saddle quad chairlift…サドル・ベイズンにかかる4人乗りリフト。2005年にチェアリフトとTバーを更新する形で導入された。
- Nice & Easy Platter…初心者用のTバー。
- Magic Carpet…子供用のベルトコンベア。

### ゴンドラ計画
2008年、トレブルコーンのゴンドラ10年計画が承認された。しかし、現在の不況下では計画の進展はない。

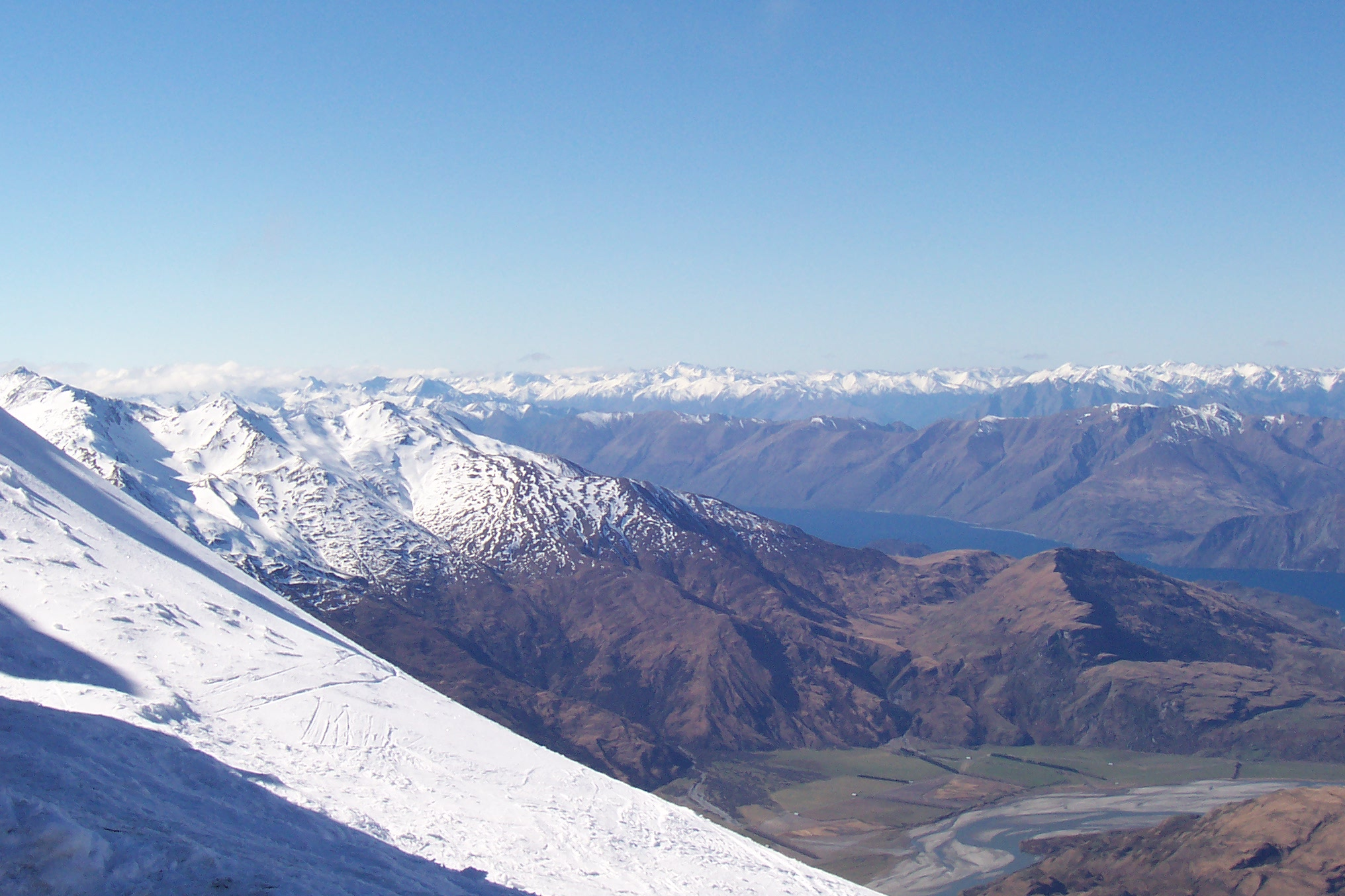
View from Treble Cone of Matukituki Valley floor

クライストチャーチの新聞プレス紙（2006年7月14日版）によれば、このゴンドラは、ケトル・フラットからスキー場ベースまで（スキー場にあがる未舗装路の区間）の約3.6km区間の標高差945mを約11分で結ぶ計画であり、1時間に2000人の輸送能力がある。
ゴンドラ計画は過去に何度も計画されていたが、2004年に3人のオーストラリア人が運転操作を誤って亡くなったことから計画が動き出した。　ゴンドラ計画によって、スキー場にアクセスするための最大の障壁であった最後の5km区間の問題（ヘアピンカーブの連続・ガードレールが無い）が解決されると考えられている。  また、スキー場にとっては駐車場の小さな収容力も問題であり、晴れた新雪の日には1km以上もアクセス道路上に路上駐車が続くことも稀ではない。 2006年冬季の好調なチケット販売によって、実際の計画が動き出した。　この計画によってスキー場が混雑することを除いては、地元民に概ね好意的に迎えられている。

## レストラン等
- カフェ・レストラン…ベースセンター内にある。朝8時から夕方4時まで営業。屋外にはオープンファイアーがあり、トレブルコーンのマスコットである高山帯に住むオウムの仲間ケアが多数飛来する。

## 交通アクセス
ワナカから車で約30分（29km）。クイーンズタウンから車で約90分（96km）。最後の5kmは幅の広い砂利道をスキー場まで上っていく。最後の5kmは急勾配なため、ゴンドラ建設計画が進んでいる。現在は、スキー場の有料シャトルバスが舗装路終点からスキー場までの間を結んでいる。
ワナカとクイーンズタウンにある複数のバス会社が、スキー場への路線バスを営業している。基本的に、朝6〜8時の間にホテルやインフォメーションセンターを経由してスキー客を拾い、9時頃スキー場に到着する。帰りは16時にスキー場を出発して、17〜19時頃に帰ってくるスケジュールで運転される。

### 空路でのアクセス
2010年の冬シーズンには クイーンズタウンに本社を置くグレノーキー航空が、クイーンズタウン空港からトレブルコーンスキー場の直下までのセスナ機によるサービスを行っている。利用者は、スキー場まで無料のシャトルを利用可能。

## スクール
約1人の日本人インストラクターがいる。数多くのヨーロッパアルプスや北米のインストラクターが在籍し、少人数を主体とした質の高い指導を行っている。

### トレブルコーン・レースアカデミー

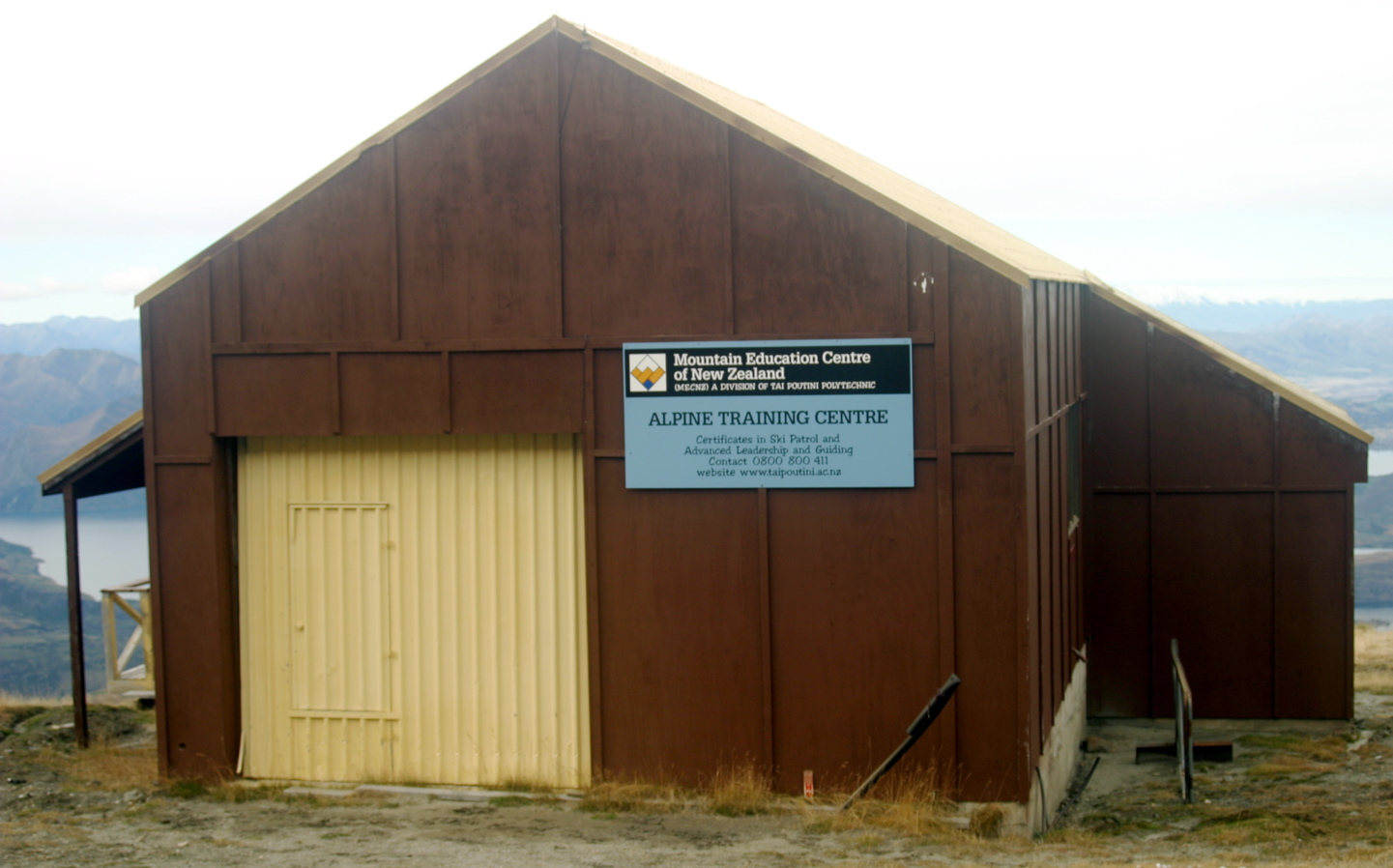
MECNZ day lodge on the field

トレブルコーン・レースアカデミーは、南半球でも最高峰のレーストレーニング学校である。生徒は世界各地に及び、ニュージーランドのスキーレースの競技レベルを世界レベルに保つのに大きな貢献をしている。現在、トレブルコーンは、コンチネンタルカップベルのスキーレースを開催する南半球でも数少ないスキー場の一つである。

## スキーパトロール
怪我をした場合には、ワナカの町中に駐在している日本人通訳に電話することで、海外旅行保険に加入している人を対象とした無料医療サービスを受けることができる。怪我によってはワナカ町中での医療通訳も手配してくれる。

## シーズンパス
2007年冬季のシーズンパスは$2200（5月31日までに購入の早割は$1500）にまで高騰した。地元民にとっては、この価格は世界で最も高いシーズンパスだと考えられている。様々な新聞に取り上げられ、多くの批判の手紙がスキー場に送られた。これに対して、スキー場側はゴンドラ建設費用・環境整備対策費用などの理由を挙げて理解を求めた。スキー場によるプレスリリース
2008年冬季は、トレブルコーンにとって試練の年になった。雪質が非常に良かったにもかかわらず、地元民から見放され、がら空きの状態が続いた。投資会社は、この損失を埋め合わすためにシーズンパス価格の見直しを経営陣に求めた。この結果、2009年冬季のシーズンパス価格は$990に押さえられ、地元民はこの決定を喜んでいる。